# Grado di difficoltà

Esempio di descrizione del grado di difficoltà di una via lunga d'arrampicata tramite una relazione

Con grado di difficoltà si intende la valutazione della difficoltà nei vari tipi di arrampicata e nell'alpinismo. La classificazione delle difficoltà che si incontrano in una via d'arrampicata o in un itinerario alpinistico è generalmente riportata nella descrizione della via di salita, detta relazione, ed è importante in quanto permette agli arrampicatori o alpinisti di scegliere itinerari commisurati alle proprie capacità.

## Gradi dell'arrampicata libera

### Scala UIAA
La scala UIAA è la scala di difficoltà adottata dalla Union Internationale des Associations d'Alpinisme (UIAA). I gradi sono espressi con i numeri romani a partire dal I grado ed è una scala aperta verso l'alto. Al 2017 il grado più difficile è l'XI, corrispondente al 9c nella scala francese. I gradi intermedi possono essere indicati con i segni "+" e "-". Il grado UIAA specifica la difficoltà di un singolo passaggio di arrampicata, quindi quando si descrive un intero tiro di corda su una relazione si riportano i gradi su ogni sezione del tiro che si vuole analizzare.
La scala UIAA deriva da una precedente scala di difficoltà chiamata "scala Welzenbach". Le tappe che hanno portato alla nascita e sviluppo della scala UIAA sono state:
- 1926: l'alpinista tedesco Willo Welzenbach propone una scala di difficoltà in sei gradi dall'I al VI. La scala viene chiamata "scala Welzenbach" o "scala di Monaco" ed è chiusa, cioè non prevede gradi oltre il VI.[2]
- 1967: durante l'assemblea generale dell'UIAA a Madrid il delegato spagnolo Félix Mendes-Torres, con l'aiuto dell'americano Fritz Wiessner, propone di adottare e migliorare la scala Welzenbach[3]
- 1978: viene aggiunto il VII grado[4]
- 1985: la scala viene aperta verso l'alto.

Nella seguente tabella vengono descritti i singoli gradi della scala UIAA e sono mostrati degli esempi. Per assegnare il grado a una via infatti, specie per le più difficili, non è sufficiente la descrizione morfologica del percorso. Le vie vengono allora gradate attraverso il confronto con vie note, di riferimento, per le quali c'è un largo consenso del loro grado di difficoltà.
| Grado  | Descrizione |
| ------ | --- |
| I      | È il grado più facile dell'arrampicata. Le mani utilizzano gli appigli solo per l'equilibrio. Esempi: via normale italiana al Peralba; Balzi dell'Ora al Corno alle Scale (Appennino tosco-emiliano)                                                         |
| II     | Rappresenta l'inizio dell'arrampicata vera e propria. È necessario lo spostamento di un arto alla volta. Gli appigli e gli appoggi sono ancora numerosi. Esempi: via normale alla Presolana Occidentale; via normale al Monte Cristallo                      |
| III    | La parete è più ripida, anche verticale, e richiede un certo uso della forza. Esempi: via normale alla Punta Walker; via normale alla Cima grande di Lavaredo                                                                                                |
| IV     | Sono presenti un minor numero di appigli ed appoggi e inizia ad essere richiesta una buona conoscenza delle tecniche di arrampicata ed un allenamento specifico. Esempi: via Tomasson-Bettega alla Punta Penia; traversata delle Grandes Jorasses.           |
| V      | Gli appigli ed appoggi sono ancora più rari, i passaggi vanno studiati e la salita diviene faticosa o delicata. Esempi: via Carlesso al Baffelan; via Preuss alla Cima piccolissima di Lavaredo                                                              |
| VI     | Gli appigli ed appoggi sono più piccoli e rari. Il passaggio può richiedere una sequenza di movimenti obbligata. Esempi: via Comici-Benedetti al Monte Civetta; via Cassin-Ratti alla Torre Trieste, Monte Civetta (corrisponde al 6a nella scala francese)  |
| VII    | Gli appigli ed appoggi sono piccoli e distanti. È richiesto un allenamento specifico della forza delle dita. Esempi: via delle Guide alla Torre di Valgrande (Monte Civetta) e via degli Svizzeri al Grand Capucin (corrisponde al 6b+ nella scala francese) |
| VIII   | È necessario un allenamento e una pratica costante per salire vie di questo grado. Esempi: via Cassin-Ratti e Hasse Brandler alla Cima ovest di Lavaredo; via Bonatti-Ghigo al Grand Capucin (corrisponde al 7a nella scala francese)                        |
| IX     | L'impegno e l'allenamento richiesti sono quasi professionistici. Esempio: via Americana all'Aiguille du Fou (corrisponde al 7c nella scala francese) |
| X e XI | Con l'XI grado si tratta delle vie d'arrampicata più difficili del mondo. Esempio: via Bellavista alla Cima Ovest di Lavaredo (via di grado 8c nella scala francese)                                                                                         |

### Scala francese
La scala francese è una scala che rappresenta la difficoltà complessiva di un tiro di corda utilizzando i numeri arabi dal 3 al 9 seguiti dalle lettere minuscole "a", "b" e "c". Viene inoltre usato il simbolo "+" per i gradi intermedi. È una scala aperta verso l'alto: al 2023 la via più difficile del mondo raggiunge il grado di 9c.
Siccome il grado francese rappresenta la difficoltà complessiva di un tiro di corda, nelle vie d'arrampicata di più tiri, per maggiore sicurezza, viene anche specificata con la stessa scala la difficoltà obbligatoria, ossia la difficoltà massima nei passaggi lontani dai chiodi o dagli spit, quindi senza eventualmente la possibilità di aiutarsi usando il chiodo o lo spit.
Le origini della scala francese risalgono al 1947 quando Pierre Allain e Lucien Devies propongono di estendere il VI grado utilizzando le lettere in modo da utilizzare la dicitura VIa, VIb, VIc, e così via. Successivamente i numeri romani sono stati sostituiti dai numeri arabi, e le lettere ridotte ad "a", "b" e "c".
Tra i primi ad utilizzare questa scala di gradazione l'arrampicatore francese Jean-Claude Droyer. Nel 1976 Droyer sale la prima via francese gradata 6b, L'arête jaune nella falesia di Saussois. Nel 1977 sale i primi 6c e assegna il grado di 7a alla via L'échelle à poisson, sempre a Saussois. Sempre nel 1977 anche Patrick Berhault supera il grado 7 con la salita della prima lunghezza di Fenrir in Verdon.

### Scala decimale di Yosemite
La scala decimale Yosemite (Yosemite Decimal Sistem o YDS) è un sistema di classificazione delle difficoltà basato su tre parametri. Il sistema è stato ideato dal Sierra club negli anni trenta con il nome di Sierra Club Grading System, allo scopo di classificare le difficoltà delle ascensioni sulla Sierra Nevada e si è successivamente evoluto passando da un sistema basato su un unico parametro relativo ad un sistema basato su più parametri considerati "assoluti". La scala è utilizzata principalmente negli Stati Uniti e nel Canada sia per l'arrampicata in falesia che in montagna.
La classificazione si basava su cinque classi, basate su difficoltà tecnica e rischio:
- Classe 1: camminate senza particolari difficoltà tecniche, minimo rischio di infortunio.
- Classe 2: uso occasionale e non obbligatorio delle mani, sentieri poco evidenti o non esistenti, moderato rischio di infortunio in caso di caduta.
- Classe 3: uso più frequente delle mani, esposizione del pendio. La corda può essere utilizzata ma non è di norma necessaria. Rischio di infortunio in caso di caduta, che raramente ha conseguenze letali.
- Classe 4: uso delle mani obbligatorio, può essere utilizzata la corda ma raramente sono necessarie protezioni intermedie, che comunque sono abbondanti. Una caduta può risolversi in gravi infortuni o morte.
- Classe 5: arrampicata vera e propria, con movimenti tecnici, uso di corda, assicurazione e ancoraggi intermedi. In assenza di protezioni le conseguenze di una caduta sono di norma letali.

In origine il sistema doveva essere accompagnato da cifre decimali, di modo che una via classificata 3.5 avesse una difficoltà intermedia tra le classi 3 e 4. Tuttavia col progredire delle tecniche e dei materiali la scala di difficoltà non fu più adeguata alle esigenze degli arrampicatori, in quanto la classe 5 rappresentava comunque un livello di difficoltà piuttosto basso rispetto alle possibilità umane.
Nella classificazione moderna la classe 5 è ulteriormente divisa in diverse sottoclassi (da 5.0 a 5.15) che vanno dalle difficoltà minime dell'arrampicata (corrispondenti al primo grado della scala UIAA) fino ai limiti tecnici raggiunti al momento dagli atleti di punta. La classificazione è ulteriormente precisata da una lettera da "a" a "d", che suddivide ogni classe in quattro. In questo modo una via classificata 5.10 sarà più difficile di una classificata 5.8 e una via classificata 5.10c sarà più difficile di una classificata 5.10a.
Alla classe di difficoltà possono essere aggiunti altri due parametri opzionali. Il primo riguarda il tempo considerato necessario per percorrere la via ed è indicato in numeri romani:
- I: poche ore
- II: meno di mezza giornata
- III: mezza giornata
- IV: una giornata
- V: due giorni
- VI: più giorni
- VII: una settimana o più

Il secondo parametro fa invece riferimento alla "proteggibilità" del percorso, cioè all'abbondanza e alla sicurezza degli ancoraggi intermedi che è possibile posizionare tra le due soste ed è indicato in lettere:
- G (Good): protezioni solide e abbondanti.
- PG (Pretty Good): ridotte possibilità di proteggere.
- R (Runout): protezioni molto lontane tra loro e possibilità di fuoriuscita degli ancoraggi.
- X: nessuna protezione.

### Confronto tra le principali scale
La seguente tabella riporta una correlazione di massima tra le scale maggiormente in uso nei principali Paesi. La comparazione può risultare imprecisa in quanto alcune scale si riferiscono a parametri diversi l'una rispetto all'altra (per esempio la scala UIAA e la scala francese classificano rispettivamente il singolo passaggio e l'intera lunghezza di corda).
| UIAA  | USA (YDS)     | UK                  | Francia  | Germania | Australia |
| ----- | ------------- | ------------------- | -------- | -------- | --------- |
| I     | 5.2           | difficoltà moderata | 1        | I        |           |
| II    | 5.3           | difficile           | 2        | II       | 11        |
| III   | 5.4           | molto difficile     | 3        | III      | 12        |
| IV    | 5.5           | 4a                  | 4        | IV       | 12 - 13   |
| V-    | 5.5           | 4a                  | 5a       | V        | 13        |
| V     | 5.6           | 4a - 4b             | 5b       | V - VI   | 13 - 14   |
| V+    | 5.7           | 4b - 4c             | 5b - 5c  | VI       | 14        |
| VI-   | 5.8           | 4c                  | 5c       | VIIa     | 15        |
| VI    | 5.9           | 5a                  | 6a       | VIIb     | 15 - 16   |
| VI+   | 5.10a         | 5a                  | 6a+      | VIIc     | 16        |
| VII-  | 5.10b         | 5b                  | 6b       | VIIIa    | 17        |
| VII   | 5.10c         | 5b - 5c             | 6b+      | VIIIb    | 18        |
| VII+  | 5.10d         | 5c                  | 6c       | VIIIc    | 19        |
| VIII- | 5.11a - 5.11b | 6a                  | 6c+      | IXa      | 20 - 21   |
| VIII  | 5.11c - 5.11d | 6a - 6b             | 7a       | IXb      | 22 - 23   |
| VIII+ | 5.12a         | 6b                  | 7a+      | IXc      | 24        |
| IX-   | 5.12b - 5.12c | 6c                  | 7b - 7b+ | Xa       | 25 - 26   |
| IX    | 5.12d         | 6c - 7a             | 7b+ - 7c | Xb       | 26 - 27   |
| IX+   | 5.13a         | 7a                  | 7c+      | Xc       | 28        |
| X-    | 5.13b - 5.13c | 7b                  | 8a - 8a+ | XIa      | 29 - 30   |
| X     | 5.13c - 5.13d | 7b                  | 8b       | XIb      | 30 - 31   |
| X+    | 5.13d - 5.14a |                     | 8b - 8b+ |          | 31 - 32   |
| XI-   | 5.14b - 5.14c |                     | 8c - 8c+ |          | 33 - 34   |
| XI    | 5.14c - 5.14d |                     | 8c+ - 9a |          |           |
| XII-  | 5.15a         |                     | 9a+      |          |           |
| XII   | 5.15b - 5.15c |                     | 9b - 9b+ |          |           |
| XII+  | 5.15d         |                     | 9c       |          |           |

## Gradi dell'arrampicata artificiale
Per l'arrampicata artificiale viene utilizzata una scala di sei gradi crescenti dall'A0 all'A5 (più un settimo a parte) basata sulla difficoltà e sulla quantità di strumenti artificiali usati riportata nella seguente tabella:
| Grado   | Descrizione |
| ------- | --- |
| A0      | È il grado base dell'arrampicata in artificiale. La progressione avviene prevalentemente in libera, ma chiodi o altre assicurazioni estremamente solide sono utilizzati come appiglio o appoggio; le staffe non sono necessarie. Viene valutato A0 anche tenersi o farsi tenere in trazione sulla corda e compiere pendoli.                                              |
| A1      | Arrampicare richiede poca forza indipendentemente dalla verticalità della parete. Chiodi e altre assicurazioni si collocano con facilità e offrono un'ottima tenuta. È sempre sufficiente l'uso di una staffa per ogni membro di cordata. |
| A2      | Maggiori difficoltà nella salita in artificiale, con tratti lisci o leggermente strapiombanti. Gli ancoraggi si possono collocare con più difficoltà e offrono una tenuta non sempre ottima. Richiede l'impiego di 2 staffe per ogni membro di cordata, una buona tecnica per il loro uso e un buon allenamento fisico.                                                  |
| A3      | Salita in artificiale molto difficile e faticosa. È piuttosto difficile e non immediato posizionare le assicurazioni e la loro tenuta è limitata. Crescono le difficoltà tecniche di manovra e spesso si ha a che fare con tetti molto pronunciati. Necessita di almeno 2 staffe per membro di cordata e una buona tecnica per il recupero. Si usano anche gli skyhooks. |
| A4 (A5) | Salita caratterizzata in maniera crescente dalla precarietà delle assicurazioni artificiali, non più sufficienti a garantire una buona assicurazione. Largo uso di cliffhanger e skyhooks. |
| AE      | Si adoperano ancoraggi a pressione o spit. La difficoltà diviene esclusivamente fisica. Ottima tenuta in caso di volo. |

Se la via è caratterizzata da tratti superati in libera e altri superati in artificiale, si affiancano le rispettive indicazioni, anteponendo quella riferita ai passaggi più frequenti (es.: A2/VII = A2 più frequente del VII).

## Gradi di difficoltà alpinistica
Sia in arrampicata libera, sia in arrampicata artificiale, la scala numerica (ossia la classificazione della difficoltà da superare) non fa altro che descrivere e riassumere "asetticamente" l'impegno massimo richiesto nei passaggi o nei tratti dell'itinerario di roccia che viene rappresentato. In altre parole, il grado di difficoltà viene strettamente correlato alle capacità tecniche e motorie richieste all'alpinista/arrampicatore per compiere quell'itinerario.
Tale tipo di classificazione, tuttavia, può risultare insufficiente a descrivere percorsi di carattere molto vario o di particolare complessità. Ne sono un esempio le vie di roccia in alta quota o quella di stampo prettamente alpinistico nelle quali si alternano tratti di arrampicata su roccia a tratti di arrampicata su neve o ghiaccio.
Per portare a termine un tale genere di salite, infatti, può non essere sufficiente godere della necessaria tecnica arrampicatoria e "padroneggiare" il grado massimo previsto dalle asperità della roccia. Questo perché, in un percorso di stampo alpinistico, possono incidere sulla difficoltà della salita sia i pericoli oggettivi sia altri fattori legati alle conoscenze e alle doti dell'alpinista (conoscenza dell'ambiente; allenamento fisico, atletico e mentale; abitudine alla fatica o all'isolamento; capacità di orientamento; esperienza di alta montagna; padronanza di tecniche di altre specialità etc).
Per fornire un riassunto della difficoltà complessiva di tali salite, ossia per dare una valutazione d'insieme in cui il "grado tecnico" sia solo una delle tante componenti, molti autori e molti enti alpinistici (per esempio il Club Alpino Italiano) utilizzano dunque nelle loro pubblicazioni una scala di difficoltà (di origine francese) che si esprime per sigle aventi il seguente significato:
| Grado    | Significato (FR-IT)                                                                   | Descrizione |
| -------- | ------------------------------------------------------------------------------------- | --- |
| F        | (facile - facile)                                                                     | Nessuna difficoltà particolare, ma l'utilizzo di materiale d'alpinismo (casco, corda, ramponi, piccozza) può essere necessario.                                                         |
| PD       | (peu difficile - poco difficile)                                                      | Alcune difficoltà alpinistiche su roccia e/o neve; pendii di neve e ghiaccio fino a 35°-40°, passaggi di arrampicata elementare.                                                        |
| AD       | (assez difficile - abbastanza difficile)                                              | Difficoltà alpinistiche sia su roccia che su ghiaccio; pendii di neve e ghiaccio tra 40 e 50°, passi di arrampicata di III grado.                                                       |
| D        | (difficile - difficile)                                                               | Difficoltà alpinistiche più sostenute sia su roccia che su ghiaccio; pendii di neve e ghiaccio tra 50° e 70°, arrampicata di grado 4c-5a-5b.                                            |
| TD       | (trés difficile - molto difficile)                                                    | Difficoltà alpinistiche molto sostenute sia su roccia che su ghiaccio; pareti di ghiaccio tra 70° e 80°, arrampicata di grado 5c-6a.                                                    |
| ED       | (extremement difficile - estremamente difficile)                                      | Difficoltà alpinistiche estreme sia su roccia che su ghiaccio; pareti di ghiaccio fino a 90°, arrampicata di grado 6b-6c-7a.                                                            |
| ABO (EX) | (abominable - abominevole) (exceptionnellement difficile - eccezionalmente difficile) | Difficoltà alpinistiche eccezionali sia su roccia che su ghiaccio; pareti di ghiaccio e roccia strapiombanti, arrampicata di grado 7b e superiore. Protezioni particolarmente precarie. |

A volte il grado "ABO" è riportato con la denominazione EX (eccezionalmente difficile).
In particolare il grado ED è sovente distinto in due sottogradi: ED1 e ED2. Quest'ultimo è riservato tipicamente laddove le difficoltà su roccia arrivano al settimo grado e le pareti di ghiaccio verticali su tratti importanti. Negli ultimi anni sono state utilizzati anche i sottogradi ED3 e ED4 per quotare vie precedentemente quotate ABO. L'utilizzo delle quotazioni ED3 ed ED4 è contestato ed assente in alcuni paesi (tra i quali la Francia e l'Italia).
Laddove possibile, si aggiunge + o - per indicare che la via alpinistica è leggermente più o meno difficile del grado di riferimento, per esempio AD+ è leggermente più facile di D-.
Per le vie di salita su ghiaccio, inoltre, viene utilizzata, per analogia, la stessa classificazione d'insieme prevista per gli itinerari su roccia e le pendenze vengono espresse in gradi angolari (per dare idea dell'inclinazione del pendio di ghiaccio).

## Gradi dell'arrampicata su ghiaccio

### Scala canadese
La scala canadese descrive il grado di una via di arrampicata su ghiaccio con due numeri: il primo romano per indicare la difficoltà d'ambiente, il secondo arabo per la difficoltà tecnica. Con questa scala il grado di una via può quindi per esempio essere rappresentato con la dicitura IV/5. La scala canadese si applica sia alle cascate di ghiaccio che alle vie di ghiaccio in alta montagna, come goulotte o couloir.
| Difficoltà d'ambiente | Difficoltà d'ambiente |
| --------------------- | --- |
| I                     | Via breve, con facile accesso e discesa                                                                                             |
| II                    | Via di uno o due tiri, con facile accesso e pochi pericoli oggettivi                                                                |
| III                   | Via di più tiri, con avvicinamento lungo e possibili pericoli oggettivi                                                             |
| IV                    | Via di più tiri, con avvicinamento impegnativo e pericoli oggettivi                                                                 |
| V                     | Via di più tiri in alta montagna, con avvicinamento e discesa difficili e con molti pericoli oggettivi                              |
| VI                    | Via di più tiri in alta montagna con possibile bivacco, richiede una elevata esperienza alpinistica per gli alti pericoli oggettivi |

| Difficoltà tecnica | Difficoltà tecnica |
| ------------------ | --- |
| 1                  | Pendenze fino a 50°-60°, necessaria la conoscenza dell'uso di ramponi e piccozza                                                  |
| 2                  | Pendenze fino a 60°-70°, ghiaccio buono, facilità nel collocare protezioni e soste                                                |
| 3                  | Pendenze fino a 70°-80°, ghiaccio generalmente solido con buone protezioni e soste, tratti ripidi intervallati da zone appoggiate |
| 4                  | Pendenze fino a 75°-85°, tratti verticali fino a 10 metri, protezioni buone                                                       |
| 5                  | Un tiro particolarmente difficile, pendenze fino a 85°-90°, tratti verticali fino a 25 metri, protezioni discrete                 |
| 6                  | Più tiri particolarmente difficili, tratti verticali oltre 30 metri, ghiaccio fragile e protezioni precarie                       |

### Scala WI
La scala di difficoltà WI, Water Ice, introdotta negli Stati Uniti, esprime la difficoltà in base alla pendenza, la condizione del ghiaccio e la facilità di utilizzare le protezioni.
| Grado | Pendenza                       | Ghiaccio                               | Protezioni                        | Note                                                                |
| ----- | ------------------------------ | -------------------------------------- | --------------------------------- | ------------------------------------------------------------------- |
| WI1   | 50°/60°                        | ghiaccio solido                        | buone protezioni                  | necessaria conoscenza dell'uso dei ramponi, piccozza non necessaria |
| WI2   | 60°/70°                        | ghiaccio solido                        | buone protezioni                  | con la dovuta tecnica può essere utilizzata una sola piccozza       |
| WI3   | 60°/70° con passaggi verticali | ghiaccio solido                        | buone protezioni                  | buoni riposi                                                        |
| WI4   | 75°/80° con passaggi verticali | ghiaccio solido                        | protezione più difficoltosa       | arrampicata sostenuta e pochi riposi                                |
| WI5   | verticale                      | può esserci ghiaccio cattivo o sottile | protezione e soste difficili      | riposi difficili                                                    |
| WI6   | verticale e strapiombante      | può esserci ghiaccio cattivo o sottile | protezione e soste difficili      | arrampicata continua senza riposi                                   |
| WI7   | verticale e strapiombante      | ghiaccio di cattiva qualità            | protezione estremamente difficile | sono vie rare                                                       |

## Gradi dell'arrampicata su misto
L'arrampicata su misto avviene in parte su ghiaccio e in parte roccia ed ha una propria scala di difficoltà chiamata M, Mixed. I ramponi e le piccozze vengono utilizzati anche nelle sezioni di roccia, pratica chiamata dry-tooling. Nella seguente tabella sono indicati i gradi di difficoltà, la descrizione e nell'ultima colonna un valore di paragone con la difficoltà su roccia.
| Grado | Descrizione                                                                                  | Su roccia |
| ----- | -------------------------------------------------------------------------------------------- | --------- |
| M1    | Poca pendenza, uso occasionale delle mani per bilanciarsi                                    | 5.5       |
| M2    | Poca pendenza, buone prese per mani e piedi                                                  | 5.6       |
| M3    | Pendenze maggiori ma non ancora necessarie le piccozze                                       | 5.7       |
| M4    | Pendenze maggiori, talvolta verticali, e necessaria conoscenza delle tecniche di dry-tooling | 5b/5.8    |
| M5    | Pendenze verticali continue e grande utilizzo del dry-tooling                                | 5c/5.9    |
| M6    | Pendenze verticali continue con alcuni passaggi più difficili                                | 6a+/5.10  |
| M7    | Pendenze verticali e strapiombanti con sezioni molto difficili                               | 6c/5.11   |
| M8    | Presenza di tetti e sezioni ancora più impegnative                                           | 7b/5.12   |
| M9    | Grande tetto o sezione molto tecnica su piccoli appigli                                      | 7c/5.12+  |
| M10   | Tetto fino a dieci metri o lunga sezione molto tecnica su piccoli appigli                    | 7c+/5.13  |
| M11   | Tetto ancora più grande e grande impegno atletico                                            | 8a/5.13+  |
| M12   | Un M11 con boulder e movimenti dinamici                                                      | 8b+/5.14  |
| M13   | La massima difficoltà, tetto continuo con boulder, movimenti dinamici e tecnici              | 8b+/5.14  |